# Universitätsprogramm
Universitätsprogramme (auch Universitätsprogrammata genannt) waren im 16. bis 18. Jahrhundert weit verbreitete Veröffentlichungen, die teils als handschriftliche Aushänge, zumeist aber als Druckschriften von deutschen Universitäten, ihren Fakultäten und einzelnen Professoren herausgegeben wurden. Oft wurden sie nur handschriftlich oder als Einblattdrucke bzw. Kleinschriften von wenigen Seiten verfasst. Sie enthielten Einladungen zu Doktor- oder Magisterpromotionen, Antrittsvorlesungen neu berufener Professoren, Trauerfeiern, Rektoratsübernahmen, Festakten der Universität oder besonderen Reden der Hochschulangehörigen. Ein Großteil behandelt ausschließlich oder sekundär die Disziplin der Studierenden. Der Text dieser oft großformatigen Universitätsprogramme wurde meist in lateinischer Sprache verfasst.
Die vor allem in älteren Universitätsbibliotheken in großer Zahl vorhandenen Universitätsprogramme stellen eine wichtige, oft bisher unbeachtet gebliebene Quelle zur deutschen Universitätsgeschichte dar. Die Thüringer Universitäts- und Landesbibliothek und das Universitätsarchiv Jena besitzen zusammen mit insgesamt etwa 14.000 Universitätsprogrammen von 1550–1800 die größte Sammlung dieser Art weltweit. Sie enthalten meist umfangreiche biografische Informationen über die in ihnen behandelten Personen, ihren akademischen Werdegang und ihre Veröffentlichungen. In ihnen spiegeln sich die gesellschaftlichen, kulturellen und wissenschaftlichen Entwicklungen ihrer Zeit nahezu tagesgenau wider. Durch ihre thematische Vielfalt und weite Verbreitung behandeln sie etliche Bereiche der akademischen und universitätsstädtischen Lebenswelt und belegen, welche alltäglichen, zyklischen oder konjunkturellen Themen die akademische Welt bewegten.
In gewisser Weise stellen sie eine besondere Form der Gelegenheitsschrift dar. Im 19. und frühen 20. Jahrhundert haben dann die deutschen höheren Schulen (Gymnasien) mit der weit verbreiteten Herausgabe von Schulprogrammen diese Form der Gelegenheitsschrift aufgegriffen.